# Luashia zonata
Luashia zonata är en fjärilsart som beskrevs av Walker 1863. Luashia zonata ingår i släktet Luashia och familjen mätare. Inga underarter finns listade i Catalogue of Life.